# B.S. 풀리
B.S. 풀리(B.S. Pully, 1910년 5월 14일 ~ 1972년 1월 6일)는 미국의 배우, 연극 배우이다.
뉴어크에서 태어났으며 필라델피아에서 사망하였다.

## 영화
- 벨보이 (1960년)
- 브룩클린의 나무 성장 (1945년)
- 썸딩 포 더 보이즈 (1944년)
- 핀 업 걸 (1944년)
- 그리니치 빌리지 (1944년)
- 포 질스 인 어 지프 (1944년)